# Ile Kerbau
Ile Kerbau is een bestuurslaag in het regentschap Lembata van de provincie Oost-Nusa Tenggara, Indonesië. Ile Kerbau telt 295 inwoners (volkstelling 2010).